# Porterandia celebica
Porterandia celebica är en måreväxtart som beskrevs av Zahid. Porterandia celebica ingår i släktet Porterandia och familjen måreväxter.
Artens utbredningsområde är Sulawesi. Inga underarter finns listade i Catalogue of Life.